# Instituto de Astronomía y Física del Espacio

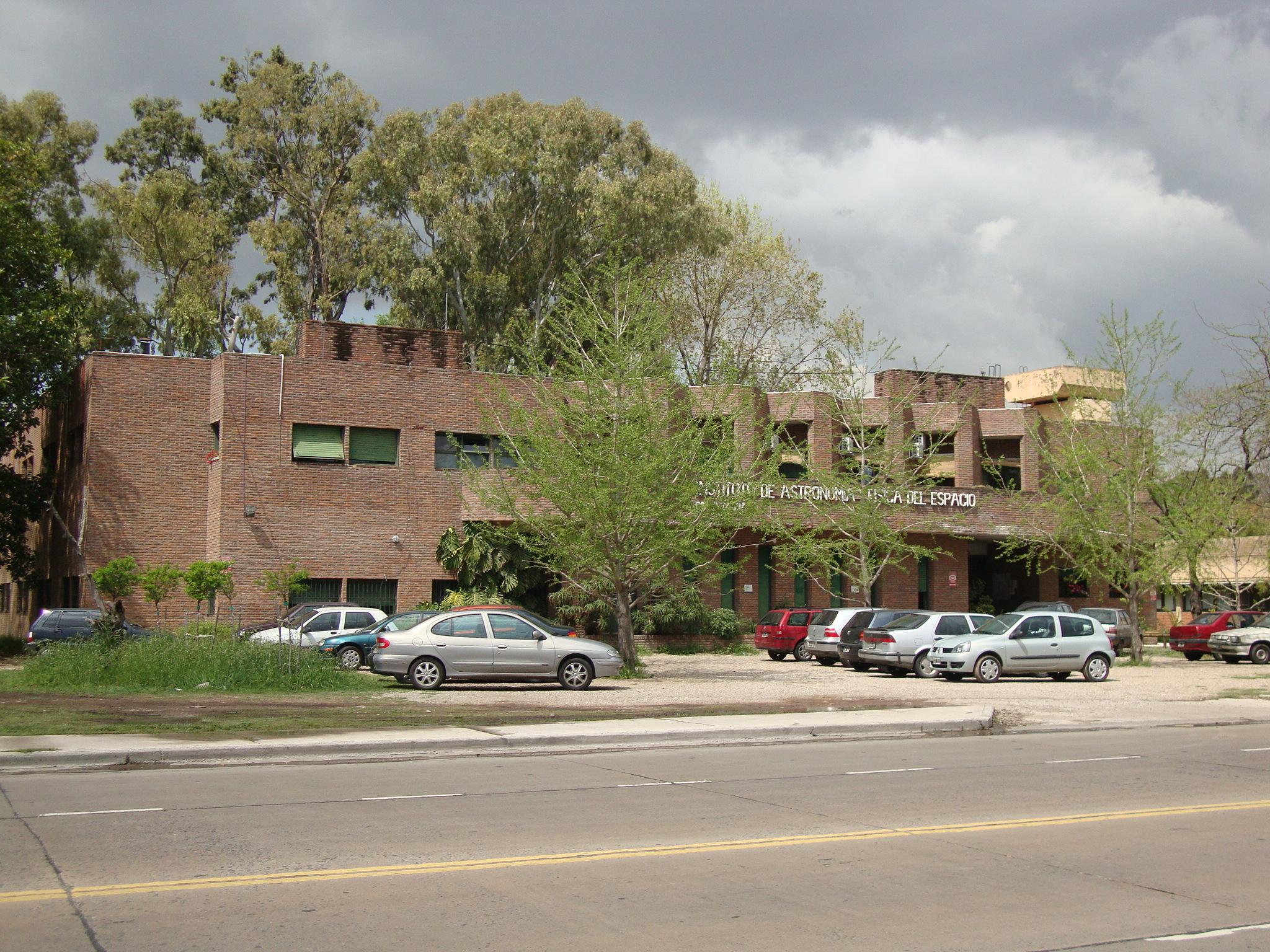
Edificio del IAFE, en el campus de la Facultad de Ciencias Exactas y Naturales (Universidad de Buenos Aires)

El Instituto de Astronomía y Física del Espacio (IAFE) es un instituto argentino de investigación científica dependiente del Consejo Nacional de Investigaciones Científicas y Técnicas (Argentina) (Conicet) y de la Universidad de Buenos Aires (UBA). Desde 1970 tiene por misión realizar investigaciones en el campo de las ciencias del Universo, tanto desde el punto de vista observacional como teórico.
Sumado a su actividad básica de investigación, el Instituto se caracteriza por la permanente formación de jóvenes investigadores quienes realizan sus tesis de licenciatura y doctorado en Ciencias Físicas y en Astronomía en el mismo, y es además un activo centro de divulgación científica.
Se encuentra ubicado en la Ciudad Universitaria de Buenos Aires. 

## Historia
Fue creado por el Directorio del CONICET el 29 de diciembre de 1969. Nace de una reestructuración del Centro Nacional de Radiación Cósmica (CNRC), fundado el 9 de abril de 1964 como uno de los primeros institutos del CONICET, cuyos antecedentes se remontan al Laboratorio de Radiación Cósmica de la Comisión Nacional de Energía Atómica (CNEA) en los años 50. El 18 de diciembre de 1970 el Directorio del CONICET resuelve que la entonces existente Comisión Nacional de Estudios Geoheliofísicos (CNEGH) contribuya a poner el IAFE "en inmediato funcionamiento".
El 12 de abril de 1971 se celebró un convenio entre el presidente del CONICET Dr. Bernardo Houssay, Premio Nobel de Medicina en 1947, el Rector de la UBA Dr. Andrés Santas y el presidente de la CNEGH Dr. Mariano Castex, para " asegurar el mejor funcionamiento del Instituto de Astronomía y Física del Espacio (IAFE), creado por el Consejo ". Desde el 4 de agosto de 2005 es uno de los 19 institutos compartidos CONICET-UBA.
En la fundación del IAFE confluyeron el personal del CNRC, miembros de la Facultad de Ciencias Exactas y Naturales (Universidad de Buenos Aires) de la UBA y un grupo de astrónomos de la Facultad de Ciencias Astronómicas y Geofísicas de la Universidad Nacional de La Plata entre los que se contaba el primer Director del Instituto Dr. Jorge Sahade.
Las primeras investigaciones se orientaban hacia la astrofísica observacional y la detección de emisiones fundamentalmente solares mediante detectores de estado sólido lanzados en globos estratosféricos, con desarrollo tecnológico propio.
A lo largo de su historia, el IAFE fue modificando su programática de acuerdo a la dinámica propia de la ciencia, que generaba nuevas áreas de exploración y el alejamiento de otras que resultaban obsoletas, sumado a las políticas científicas y presupuestarias del momento.

## Líneas de investigación y objetivos
Las principales líneas de investigación que se desarrollan en la actualidad son:
- Física solar y del medio interplanetario.
- Ciencia planetaria.
- Astrofísica estelar y del medio interestelar.
- Astrofísica numérica.
- Astrofísica de altas energías.
- Teledetección cuantitativa.
- Aeronomía.
- Plasmas astrofísicos.
- Dinámica cuántica de la materia.
- Teorías cuánticas relativistas y gravitación.

Sus objetivos principales son:
- Desarrollar investigaciones científicas en el campo de la Astronomía y la Física del Espacio, centrado en problemas astrofísicos no cubiertos por otras instituciones nacionales.
- Brindar consejo y ayuda a otros institutos interesados en los mismos campos de investigación.
- Divulgar información acerca de los temas que investiga, a través de los medios y procedimientos apropiados.
- Contribuir a la formación de investigadores en estos campos.
- Mantener relaciones científicas con instituciones similares nacionales, extranjeras e internacionales
- Llevar a cabo desarrollos tecnológicos, especialmente en el área de la electrónica, transferibles a otros sectores del sistema científico-tecnológico del país.

## Autoridades
El Instituto posee un Director que preside un Consejo Directivo integrado por investigadores de jerarquía del Instituto elegidos por el personal del mismo.